# سوئد در المپیک تابستانی ۲۰۰۴
سوئد در بازی‌های المپیک تابستانی ۲۰۰۴ که در شهر آتن یونان برگزار شد، کاروان سوئد با ۱۱۵ ورزشکار در این رقابت‌ها شرکت کرد و موفق به کسب ۷ مدال (۴ طلا، ۲ نقره، ۱ برنز) شد. در جدول رتبه‌بندی توزیع مدال‌ها، سوئد در ردهٔ ۱۹ مسابقات قرار گرفت.